# China Cup 2019
De China Cup 2019 was de derde editie van dit voetbaltoernooi, dat van 21 tot en met 25 maart in Nanning, China, werd georganiseerd. Aan het toernooi deden vier landen mee. Behalve het gastland zijn dit ook nog twee landen uit Azië en een land uit Zuid-Amerika. Het toernooi werd gewonnen door Uruguay. Dat land won in de finale van Thailand. Oezbekistan werd derde.

## Deelnemende landen
| Land             | FIFA Ranking (februari 2019) |
| ---------------- | ---------------------------- |
| Uruguay          | 7                            |
| China (gastland) | 72                           |
| Oezbekistan      | 89                           |
| Thailand         | 115                          |

## Stadion
| Nanning                                |
| -------------------------------------- |
| Guangxi Sportcenter Capaciteit: 60.000 |
| · Guangxi Sportcenter                  |

## Wedstrijden
|  | Halve finale       | Halve finale       |   |                    | Finale             | Finale |
|  |                    |                    |   |                    |                    |        |
|  | 21 maart – Nanning |                    |   |                    |                    |        |
|  | China              | 0                  |   |                    |                    |        |
|  | Thailand           | 1                  |   |                    |                    |        |
|  |                    |                    |   |                    |                    |        |
|  |                    |                    |   |                    | 25 maart – Nanning |        |
|  |                    |                    |   |                    | Thailand           | 0      |
|  |                    | Uruguay            | 4 |                    |                    |        |
|  |                    |                    |   |                    |                    |        |
|  |                    |                    |   |                    | Derde plaats       |        |
|  | 22 maart – Nanning | 22 maart – Nanning |   | 25 maart – Nanning | 25 maart – Nanning |        |
|  | Oezbekistan        | 0                  |   | China              | 0                  |        |
|  | Uruguay            | 3                  |   |                    | Oezbekistan        | 1      |

### Halve finales
|                                                |       |               |          |                                                                        |
| 21 maart 2019 «onderlinge duels» 20:00 (UTC+8) | China | 0 – 1         | Thailand | Guangxi Sportcenter, Nanning Scheidsrechter: Salman Ahmad Falahi (QAT) |
| 21 maart 2019 «onderlinge duels» 20:00 (UTC+8) |       | Chanathip 33' |          | Guangxi Sportcenter, Nanning Scheidsrechter: Salman Ahmad Falahi (QAT) |

|                                                |                            |       |         |                                                                  |
| 22 maart 2019 «onderlinge duels» 19:35 (UTC+8) | Oezbekistan                | 0 – 3 | Uruguay | Guangxi Sportcenter, Nanning Scheidsrechter: Milorad Mažić (SER) |
| 22 maart 2019 «onderlinge duels» 19:35 (UTC+8) | Pereiro 5' Stuani 23' (82) |       |         | Guangxi Sportcenter, Nanning Scheidsrechter: Milorad Mažić (SER) |

### Troostfinale
|                                                |       |                |             |                                                                                              |
| 25 maart 2019 «onderlinge duels» 15:30 (UTC+8) | China | 0 – 1          | Oezbekistan | Guangxi Sportcenter, Nanning Toeschouwers: 10.391 Scheidsrechter: Mohammed Al-Shammari (QAT) |
| 25 maart 2019 «onderlinge duels» 15:30 (UTC+8) |       | Shomurodov 34' |             | Guangxi Sportcenter, Nanning Toeschouwers: 10.391 Scheidsrechter: Mohammed Al-Shammari (QAT) |

### Finale
|                                                |          |                                            |         |                                                            |
| 25 maart 2019 «onderlinge duels» 19:35 (UTC+8) | Thailand | 0 – 4                                      | Uruguay | Guangxi Sportcenter, Nanning Scheidsrechter: Ma Ning (CHN) |
| 25 maart 2019 «onderlinge duels» 19:35 (UTC+8) |          | Vecino 6' Pereiro 38' Stuani 58' Gómez 88' |         | Guangxi Sportcenter, Nanning Scheidsrechter: Ma Ning (CHN) |

## Doelpuntenmakers
3 doelpunten
- Cristhian Stuani

2 doelpunten
- Gastón Pereiro

1 doelpunt
- Chanathip Songkrasin
- Eldor Shomurodov
- Matías Vecino
- Maximiliano Gómez